# Ityopya hoy dess yibelisch
Ityopya hoy dess yibelisch (amharisch ኢትዮጵያ ሆይ ደስ ይበልሽ, deutsch Oh Äthiopier, seid glücklich) war von 1930 bis 1974 die Nationalhymne des Kaiserreiches Abessinien und die erste Nationalhymne in der Geschichte Äthiopiens.

## Geschichte
Komponiert im Jahre 1926 von Kevork Nalbandian, einem in Äthiopien lebenden Armenier, wurde sie erstmals am 2. November 1930 bei der Krönung von Negus Negest (im Deutschen so viel wie: Großkönig) Haile Selassie gespielt. Die Hymne wurde 1975 als Folge des Sturzes der Monarchie durch das Lied Ityopya, Ityopya, Ityopya qidemi ersetzt.

## Amharischer Originaltext
ኢትዮጵያ ሆይ ደስ ይበልሽ
 በአምላክሽ ኃይል በንጉሥሽ
 ተባብረዋል አርበኞችሽ
 አይነካም ከቶ ነጻነትሽ
 ብርቱ ናቸው ተራሮችሽ
 አትፈሪም ከጠላቶችሽ
 ድል አድራጊው ንጉሳችን
 ይኖራሉ ለክብራችን
 ብርቱ ናቸው ተራሮችሽ
 አትፈሪም ከጠላቶችሽ
 ድል አድራጊው ንጉሳችን
 ይኖራሉ ለክብራችን

## Transkription
Itəyop̣ya hoy des ybeləš

Beämlakəš ḫayəl benguśəš

Tebabəräwal arbäñočəš

Äynekam keto neṣanetəš

Bərtu načewna terarəčəš

Ätəferim keṭelatočəš

Dəl adragiw ngusačən

Ynurələn lekəbračən

Bərtu načewna terarəčəš

Ätəferim keṭelatočəš

Dəl adragiw ngusačən

Ynurələn lekəbračən

## Deutsche Übersetzung
Du Äthiopien, sei glücklich

Dank Gottes Kraft und Deines Herrschers.

Deine tapferen Bürger sind einig;

Nie wird deine Freiheit angetastet werden,

Denn trutzig sind deine Berge

Und Deine Landeskinder fürchten keine Feinde.

Lang lebe unser siegreicher Herrscher

Zum Ruhm unseres Landes.

Denn trutzig sind deine Berge

Und Deine Landeskinder fürchten keine Feinde.

Lang lebe unser siegreicher Herrscher

Zum Ruhm unseres Landes.